# 플로라족

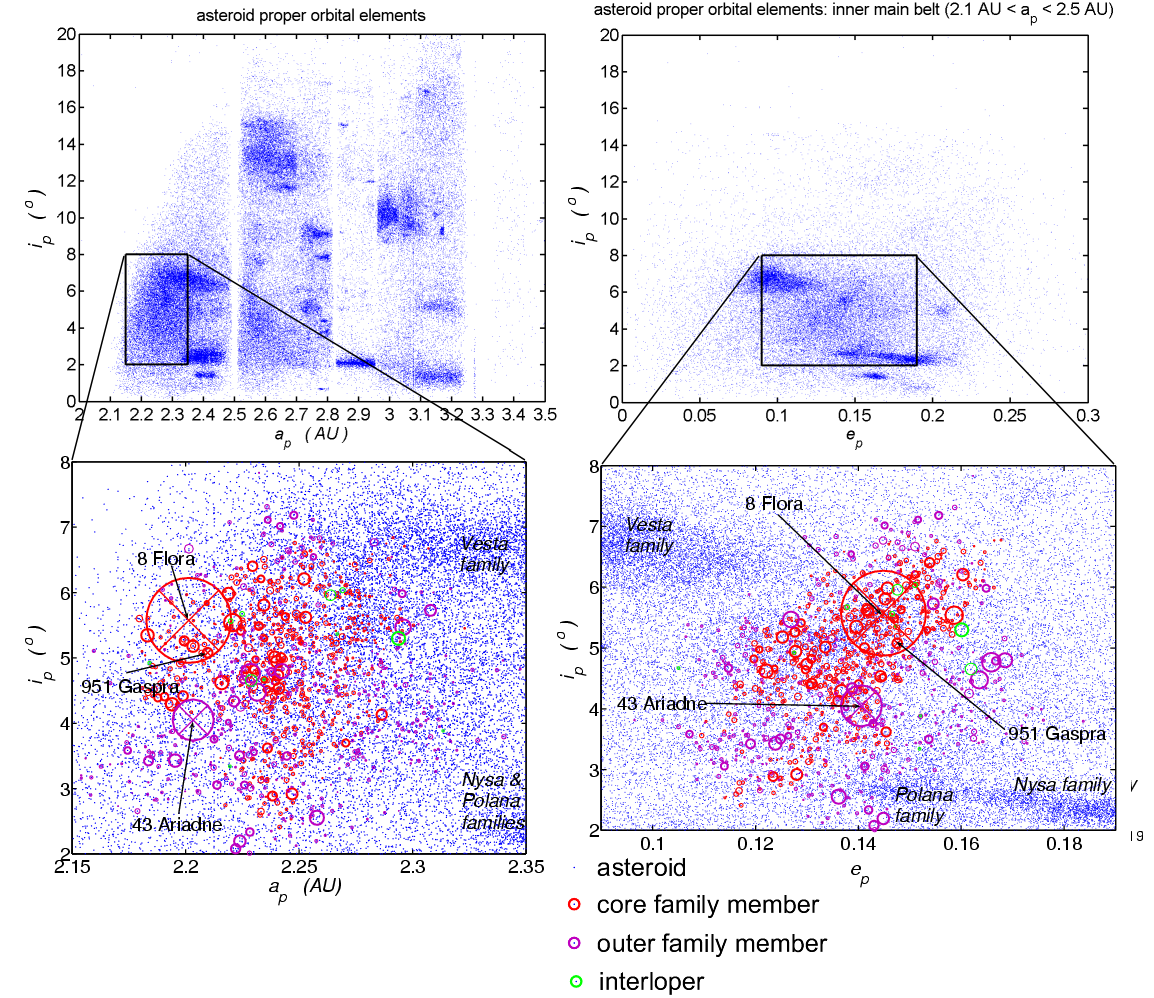
소행성대 내 플로라족의 위치와 구조.

플로라족(Flora family, FIN: 402)은 소행성대 커크우드 간극에 존재하는 S형 소행성의 소행성족으로, 구성원 수는 13,000개 이상으로 세 번째로 큰 소행성족이며, 전체 소행성대 소행성의 약 3.5%를 이룬다.
플로라족의 기원과 성질은 잘 알려지지 않았는데, 이는 플로라족이 광범위하게 분포하는 소행성족으로 플로라족에 속하지 않은 소행성이 우연찮게 같은 궤도를 도는 경우가 많기 때문이다. 플로라족의 가장 큰 구성원인 8 플로라와 43 아리아드네는 가변에 위치하며, 플로라족이 여러 소무리로 나눠진다는 점에서, 플로라족은 소행성 간 여러 차례 충돌을 겪으며 형성된 소행성족으로 보인다.
백악기-팔레오기 대량절멸을 일으킨 칙술루브 충돌체가 플로라족의 소행성이라고 추정되고 있기도 하다.

## 특성
플로라족에서 가장 큰 천체는 8 플로라로, 지름이 약 140 km이며 플로라족 전체 질량의 80% 가량을 차지한다. 플로라가 플로라족의 가변에 위치하기 때문에, 처음 플로라를 플로라족으로 분류하지 못했을 때는 다음으로 질량이 큰 43 아리아드네(9%)를 따 아리아드네족으로도 불렸다. 다른 플로라족 소행성은 지름 30 km 미만으로, 모두 작은 편이다. 플로라와 아리아드네는 플로라족의 가변에 위치하며, 플로라족이 다시 여러 소무리로 나눠진다는 점에서, 플로라는 플로라족 모천체 질량의 57%만을 가지고 있으며, 여러 번의 충돌 과정을 통해 현재의 분포가 형성되었다는 주장이 제기되었다.
구성원 중 하나인 951 가스프라는 목성으로 향하던 갈릴레오 탐사선이 근접 탐사하였다. 충돌구의 밀도로 추정한 플로라족의 나이는 약 2억 년이며, 감람석의 분포를 통해 플로라족의 모천체는 부분적으로나마 행성 분화가 일어났었음이 밝혀졌다.
플로라족의 위치가 {\displaystyle \nu _{6}\,\!} 공명 불안정 지역에 가깝고, 분광형 특성이 비슷하다는 점에서, 플로라족은 지구에 떨어지는 L 콘드라이트 운석의 근원으로 지목되고 있다.
초기에 발견한 소행성 중 플로라족이 많은데, 이는 S형 소행성의 반사율이 높은 것과, 플로라족이 상대적으로 지구에 가까운 소행성족이라는 것이 이유이다. 플로라족은 히라야마 기요쓰구가 분류했던 최초의 소행성족 5개 중 하나이다.

## 위치 및 크기
1995년 계층별 집단화법을 통한 분석에서 플로라족의 중심을 이루는 소행성을 찾아냈으며, 이 천체들의 고유 궤도 요소는 다음 범위에 분포한다.
|      | ap      | ep    | ip   |
| ---- | ------- | ----- | ---- |
| 최소 | 2.17 AU | 0.109 | 2.4° |
| 최대 | 2.33 AU | 0.168 | 6.9° |

플로라족의 가변은 상당히 불분명하다. 현재 기준으로 중심 천체의 궤도 요소는 다음과 같다.
|      | a       | e     | i    |
| ---- | ------- | ----- | ---- |
| 최소 | 2.17 AU | 0.053 | 1.6° |
| 최대 | 2.33 AU | 0.224 | 7.7° |

## 침입자
플로라족이 위치한 지역에는 다른 소행성이 많이 분포하고 있으며, 따라서 소행성족과 기원적으로 관계가 없으나 우연히 궤도가 비슷한 "침입자" 소행성이 다수 존재하리라 예측된다. 하지만 실제 발견된 침입자는 극히 적은데, 이는 S형 소행성이 소행성대에서 가장 많은 소행성이기 때문에 분광형으로 판별하는 것이 매우 어렵기 때문이다. 현재까지 밝혀진 침입자 소행성은 298 밥티스티나, 420 베르톨다, 2093 게니쳬스크, 2259 소피에브카 등이 있다.